# De Herder (Leiden)
De Herder is een zaagmolen in de Nederlandse stad Leiden. De molen dateert uit 1884 en is gebouwd ten behoeve van de houtzagerij aldaar. Hij verving een eerdere paltrokmolen, die door blikseminslag was getroffen. De molen was niet nieuw: eerder heeft hij als "De Kat" in Amsterdam als houtzaagmolen gestaan. De Herder heeft tot 1926 op windkracht gezaagd; daarna is verval ingetreden. Tijdens de Tweede Wereldoorlog is vanaf 1941 weer op windkracht gezaagd, maar met gebruikmaking van de inmiddels ingebouwde snelzaagmachine die met behulp van drijfriemen door de wind werd aangedreven, in plaats van met de elektromotor die in 1926 was geplaatst. De oorspronkelijke verticale zaagramen zijn verwijderd.
In 1965 is de molen gerestaureerd, maar er werd weinig met de molen gedraaid. In 2000 is de molen opnieuw gerestaureerd en is naast De Herder een woning gebouwd in een stijl die op zaagschuren lijkt. Sinds 2011 wordt er weer regelmatig met de molen gedraaid en gezaagd.
De Herder is particulier eigendom en enkel op Leidse Molendag te bezoeken (elk oneven jaar).
d'Heesterboom ·
De Herder ·
Kikkermolen ·
Maredijkmolen ·
De Put ·
Rodenburgermolen ·
Stadsmolen ·
Stevenshofjesmolen ·
De Valk